# 香港研究協會
香港研究協會（英語：Hong Kong Research Association）是香港一個親建制意見調查機構，於2004年6月創立。該機構經常對香港政治、社會政策、經濟、民生、國際等社會話題進行研究及調查工作，調查結果經報章及網絡發放。

## 組織架構
香港研究協會為一個非牟利學術機構，協會現任會長徐子龍。香港民主黨林卓廷曾於2012年曾質疑有關機構配票，並譴責政制及內地事務局、選舉管理委員會、選舉事務處多年來縱容有關行為。